# José de Gouveia Monteiro
José de Gouveia Monteiro foi um cientista, médico, professor e também reitor da Universidade de Coimbra.

## Biografia
Nasceu a 7 de junho de 1922 no Caramulo, dentro de um sanatório que os seus pais (José dos Santos Monteiro e Aurora Gouveia Monteiro) geriam como proprietários e hoteleiros. Nesse tempo o Caramulo era pouco mais do que uma aldeia sem importância, salvo como estância sanatorial, e nem escola tinha. Por isso, começou tarde os seus estudos e fê-los todos em Coimbra. A instrução primária, feita como interno num colégio, permitiu-lhe recuperar o atraso, pois concluiu-a em dois anos e meio.
A Mãe faleceu aos 38 anos, de broncopneumonia, antes da era dos antibióticos; tinha ele 9 anos, os últimos dois passados no colégio interno. O seu Pai voltou a casar pouco tempo depois com Delfina Monteiro, que foi uma segunda Mãe, dedicada e terna.
Frequentou o Liceu José Falcão (mais tarde liceu D. João III), onde no 6º ano foi galardoado com o prémio de melhor aluno, instituído pelo Ministério da Educação; no ano seguinte, recebeu idêntica distinção atribuída pela Câmara Municipal de Coimbra.
Desde criança que quis ser médico. Em 1939, ingressou na Faculdade de Medicina da Universidade de Coimbra, tendo terminado a licenciatura com 19 valores em 1946. No ano seguinte foi proposto para assistente de Propedêutica Médica.  Em 1952, com 30 anos, prestou provas de doutoramento, tendo sido aprovado por unanimidade com a classificação de 19 valores. Em 1963, com 40 anos, fez concurso para professor catedrático de Pneumotisiologia. Em 1970, passou a ocupar a cátedra de Propedêutica Médica e foi nomeado diretor do respetivo serviço hospitalar.
Mas o seu maior interesse estava na Gastrenterologia, desde que, em 1957, estagiara com o Prof. Henry L. Bockus em Filadélfia. Foi responsável, em 1960, pela criação na Faculdade de Medicina de um centro de investigação que passou a dirigir; e, no fim de 1974, participou numa comissão de reestruturação dos serviços do Hospital da Universidade de Coimbra, que deu origem, entre outros, ao Serviço de Gastrenterologia. Com persistência, tornou-o um serviço de referência mundial, pelo número de doutoramentos ali realizados e pela investigação avançada, apoiada nos mais modernos equipamentos, que ia conseguindo com apoio do Instituto de Alta Cultura, da Fundação Calouste Gulbenkian e de outro mecenato. Publicou mais de 300 trabalhos em revistas nacionais e estrangeiras.
Foi presidente da Sociedade Portuguesa de Gastrenterologia entre 1974 e 1976.
Foi sócio honorário da Sociedade Portuguesa de Endoscopia Digestiva e do Núcleo de Gastrenterologia dos Hospitais Distritais e Presidente do Colégio de Especialidade de Gastrenterologia. No contexto do seu continuado estudo do cancro, sobretudo do carcinoma gástrico, das suas causas e correlações e da sua epidemiologia, foi Presidente do Grupo Cooperativo dos Tumores do Aparelho Digestivo, integrado na Associação Portuguesa de Investigação Oncológica.
Foi Reitor da Universidade de Coimbra, com enorme coragem e dignidade, de fevereiro de 1970 a setembro de 1971. Um período que o próprio descreveu em pormenor no seu livro “Vinte Meses de Inferno: o meu reitorado na Universidade de Coimbra (1970-1971)". Estava ainda a trabalhar nessas memórias quando a morte súbita o interrompeu. O livro foi publicado em dezembro de 2020 pela Imprensa da Universidade de Coimbra. Mas, devido à pandemia de Covid19, só em 2021 foi feita a sessão de lançamento. Pode ler-se na badana:  “Este livro constitui uma revisitação, feita pelo próprio duas décadas mais tarde, do Reitorado de José de Gouveia Monteiro na Universidade de Coimbra (1970-1971). No período final do Estado Novo, um Ministro (Veiga Simão) quis regenerar a Universidade portuguesa; um professor de Medicina (Gouveia Monteiro) foi escolhido para o fazer em Coimbra. Um ano depois da crise de 1969, com as feridas por esta abertas ainda por sarar, num país incandescente feito de esperança e desencanto, um jovem Reitor assumiu a missão impossível de pacificar, despolitizar e reformar a Universidade de Coimbra. É essa aventura extraordinária de vinte meses que estas Memórias evocam. Pela primeira vez e de uma forma rigorosa e amplamente sustentada em documentos da época.”
Assumiu, em 1976, por eleição, a presidência do Conselho Diretivo da Faculdade de Medicina, tendo sido ainda presidente da Comissão de Investigação Científica.
Foi eleito pela Assembleia Geral da Secção Regional do Centro da Ordem dos Médicos para a comissão encarregada do estudo das carreiras médicas e participou ativamente na preparação do respetivo relatório. Foi relator, pela Faculdade de Medicina de Coimbra, do parecer sobre as Bases do Internato Médico, bem como do parecer sobre uma proposta de reforma do ensino médico.
Jubilou-se em 1992, tendo proferido a sua última lição, intitulada “Uma vida”, depois publicada nos Arquivos Hepato-Gastroenterológicos Portugueses, junho e agosto de 1992. Mesmo jubilado, de agosto de 1993 a junho de 1994 presidiu empenhadamente à Comissão Coordenadora de Avaliação da Universidade de Coimbra.
Dedicava quase todas as suas noites a ler a melhor literatura, portuguesa e mundial: “Fui sempre um leitor apaixonado, tendo tirado dos livros imenso prazer espiritual, quase diria por vezes físico”, explicou na sua última lição. E explica como também lhe dava gosto escrever: “Gosto de ver a minha pena deslizar pelas linhas, ao sabor das ideias que me ocorrem.”

### Família e casamento
Casou em 1952 com Maria Helena Castro Filipe, de quem teve quatro filhos: José António (1953-1981), Jorge (1956-), João (1958-) e Paulo (1961-).

### Condecorações
A 25 de Abril de 1994, foi-lhe atribuída a Medalha de Ouro da Cidade de Coimbra.
A 10 de junho do mesmo ano, recebeu do Presidente da República, Mário Soares, a condecoração de Grande Oficial da Ordem Militar de Cristo.
Em junho de 1994, a Associação Portuguesa de Investigação Oncológica atribuiu-lhe o Prémio de Oncologia 93, que lhe foi entregue, a título póstumo, no dia 7 de outubro de 1994, em sessão solene no Museu Soares dos Reis.
Pouco tempo depois, foi atribuído o seu nome à avenida em frente aos novos Hospitais da Universidade de Coimbra.